# گارمن مخیتاریان
گارمن آرشاکی مخیتاریان (ارمنی: Գարմեն Արշակի Մխիթարյան؛ زادهٔ ۱۰ مهٔ ۱۹۳۲) یک  سیاستمدار اهل ارمنستان است که از تاریخ ۱۹۹۰ تا تاریخ ۱۹۹۵ سمت نمایندگی دوره اول شورای عالی جمهوری ارمنستان را برعهده داشت.

## زندگی‌نامه
در 	۱۰ مهٔ ۱۹۳۲ ‏در ارمنستان به دنیا آمد . 